# Enric Genover i Codina
Enric Genover i Codina (Sant Privat d'en Bas, 1891- Olot, 3 d'agost de 1976) fou un metge, regidor per la Lliga Catalana de la ciutat d'Olot (1934 -1936) i membre de la Falange Espanyola a Olot.

## Biografia

### Inicis
Fill de Joaquim Genover, metge de Sant Privat d'en Bas, i Teresa Codina, pubilla del mas La Codina de la mateixa població. Tingué tres germans Jaume, que estudià dret i s'acabà convertint en notari, Lluïsa i Benet, que s'acabà convertint, també, en metge de Sant Privat.
Va estudiar als Escolapis de la ciutat d'Olot, on es va treure el batxillerat l'any 1903. Seguidament, estudià medicina a la Universitat de Barcelona. En acabar la carrera tornà a Olot, on es va casar amb Irene Monroset, natural de Gerri de la Sal. Amb ella tingué un fill, Enric, que també estudià medicina, i una filla. El seu domicili estava situat al carrer Mulleres número 32 d'Olot.
En l'àmbit mèdic, Enric Genover va exercir com a interí a l'Hospital de Sant Jaume, i més endavant com a cirurgià general.
Era un home culte, segons la bibliotecària d'Olot Maria Pilar Herp, fou dels usuaris de la Biblioteca Popular d'Olot que més llibres demanà a la Biblioteca de Catalunya, sobretot relacionats amb medicina i ciència. A més, practicà el cant coral, participant en múltiples actes religiosos i culturals de la ciutat.

### Vida política
El 1934 es va unir a la candidatura que presentà la Lliga Catalana i elements tradicionalistes de la ciutat d'Olot, amb la denominació de “Coalició de defensa ciutadana”. Aquesta candidatura va resultar escollida, però d'entrada Enric Genover no fou elegit regidor. No fou fins a l'octubre d'aquell mateix any que, arran de la destitució de diversos membres del consistori de la ciutat, que ell va poder prendre el càrrec.
En esclatar la Guerra Civil, segons dades aportades per l'historiador Jordi Pujiula, Genover abandonà la ciutat per incorporar-se al bàndol nacional.
En acabar la guerra, fou nomenat Delegat Local de Sanitat de les FET i de les JONS i també vocal del Col·legi Oficial de Metges de Girona. En aquest període va tenir un conflicte amb el Dr. Joaquim Danés, que fou denunciat per ell i depurat de l'Hospital de Sant Jaume, per haver permès que confisquessin el material mèdic de Genover durant la guerra.